# Área metropolitana de Vigo
El área metropolitana de Vigo (AMV) es la región urbana y entidad local supramunicipal que engloba a la ciudad gallega que le da nombre y a una serie de poblaciones satélites que funcionan como ciudades dormitorio, industriales, comerciales y de servicios.
El espacio metropolitano de Vigo responde al modelo clásico de ciudad central dominante, que ha alcanzado un importante grado de complejidad y se encuentra en un ciclo de proceso metropolitano en el que la ciudad central empieza a perder peso poblacional y económico relativo a favor de los municipios de la corona metropolitana.
Fue aprobada como entidad jurídica según decreto ley 4/2012 de la Junta de Galicia. Su constitución definitiva tuvo lugar el 1 de diciembre del año 2016, en un acto celebrado en la Casa de las Artes de la ciudad de Vigo, en el cual juraron su cargo los consejeros metropolitanos y se produjo la elección del presidente. Posteriormente a la constitución del área, la junta de gobierno aprobó que la sede definitiva del ente supramunicipal se establezca en el edificio del rectorado de la universidad, situado en la calle Oporto n.º 1 de la ciudad de Vigo.

## Historia

### Inicios del proyecto
El primer intento político para la creación de un área que englobase a Vigo y a los municipios de su entorno se produjo el mes de agosto de 1986, con Manuel Soto en la alcaldía de Vigo. El proyecto de Soto consistía en la puesta en marcha de la Mancomunidad Metropolitana de Vigo, que englobaría a los ayuntamientos de Cangas de Morrazo, Mos, Nigrán, Porriño, Redondela, Sotomayor y Vigo; mientras que los municipios de Bayona, Gondomar y Moaña optaron por mantenerse al margen del proyecto.
El 8 de agosto de ese mismo año tuvo lugar la denominada cumbre de Cangas en el municipio homónimo, a la reunión acudieron los alcaldes de los siete municipios que formarían la futura Mancomunidad Metropolitana de Vigo. En la misma se acordó la redacción de los estatutos, la puesta en marcha de servicios mancomunados y la elección de presidente y vicepresidente cada dos años.

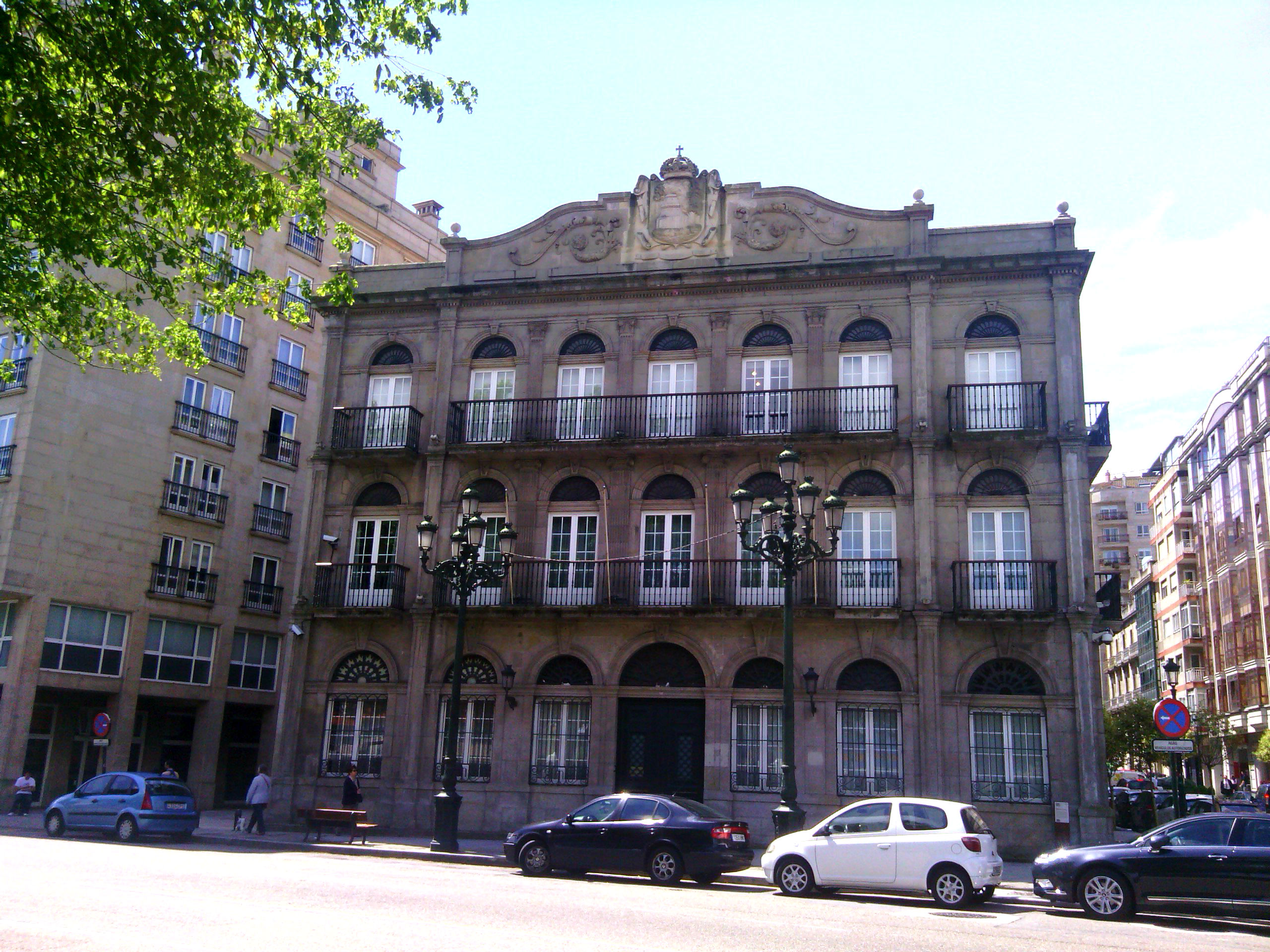
Sede del Área metropolitana de Vigo en el edificio del rectorado.

A pesar de los acuerdos alcanzados en la cumbre de Cangas, el ente supramunicipal no consiguió salir adelante debido a diversos problemas que tuvieron los alcaldes de los municipios que no contaban con una mayoría clara y principalmente a que en el año 1987 estalló el conflicto de Cangas, en donde el alcalde Lois Pena mantuvo disputas con los vecinos de la localidad y se vio obligado a exiliarse del municipio. Los trabajos de constitución de la Mancomunidad se paralizaron a la espera de que se resolviesen los problemas en Cangas, conflicto que no tuvo solución hasta varios años después, lo que provocó que este primer intento de creación de un ente supramunicipal fracasase.
El siguiente intento fallido tuvo lugar en el año 1992, con Carlos Príncipe como alcalde de Vigo, en esta ocasión el futuro proyecto de ente supramunicipal tenía como objetivo la creación de una conurbación supramunicipal que incluiría también a la ciudad de Pontevedra y a los municipios de su entorno, el entonces alcalde pontevedrés, Francisco Javier Cobián Salgado, al igual que Carlos Príncipe también apostaba por la creación de un área conjunta entre ambas ciudades, esta idea incluso fue recogida en la declaración de la constitución de la Mancomunidad de Vigo.
Otro intento de crear un área metropolitana ocurrió en 1999, año en el cual Lois Pérez Castrillo, alcalde Vigo desde 1999 hasta 2003, junto con los alcaldes de Bayona, Cangas, Fornelos de Montes, Gondomar, Moaña, Mos, Nigrán, Pazos de Borbén, Porriño, Redondela, Salceda de Caselas, Salvatierra de Miño y Sotomayor, firmaron la declaración de Sotomayor. En donde se indicaba la necesidad de la creación de un organismo que gestionase los recursos y servicios de los distintos ayuntamientos integrados en el futuro ente supramunicipal, la declaración de Sotomayor está considerada el germen de la actual ley de área metropolitana que actualmente se encuentra en vigor. En los años posteriores a la declaración de Sotomayor y siendo Corina Porro alcaldesa de Vigo, se presentó un anteproyecto de ley de área metropolitana a la Junta de Galicia, siendo rechazada por el gobierno autonómico presidido en aquella época por Emilio Pérez Touriño.
No fue hasta mayo del año 2009, tras la victoria de Alberto Núñez Feijóo en las elecciones autonómicas de 2009, cuando el consejero de Presidencia de la Junta de Galicia, Alfonso Rueda, anunció en Vigo una propuesta de área metropolitana, que en principio englobaría a la ciudad de Vigo y a otros 13 municipios entre los cuales existe una vinculación económica y social con la ciudad viguesa.

### Aprobación oficial y definición
La aprobación definitiva del área metropolitana de Vigo se produjo el 10 de abril de 2012, mediante una ley autonómica, que en su artículo 2, delimita su ámbito territorial a los siguientes municipios: Bayona, Cangas de Morrazo, Fornelos de Montes, Gondomar, Moaña, Mos, Nigrán, Pazos de Borbén, Porriño, Redondela, Salceda de Caselas, Salvatierra de Miño, Sotomayor y Vigo.
Una vez aprobada la ley, la misma fue rechazada de por el Ayuntamiento de Vigo tras mostrar discrepancias en el modelo de transporte y en la elección de la presidencia y la junta de gobierno metropolitana, ya que en la ley inicial la ciudad de Vigo contaría poco más de un tercio de los miembros de la asamblea y solo uno de los 14 de la junta de gobierno. Debido a estas diferencias, Vigo se quedó inicialmente fuera del transporte metropolitano y no se convocó la asamblea de alcaldes encargada de constituir el área metropolitana.
No fue hasta julio del año 2015, una vez transcurridas las elecciones municipales del 24 de mayo, en una reunión en Santiago de Compostela entre el alcalde de Vigo, Abel Caballero, y el presidente de la Junta de Galicia, Alberto Núñez Feijóo, en la cual acuerdan desbloquear el área metropolitana y realizar modificaciones en la ley oficial, basándose principalmente en el modelo del área de Barcelona.
En los meses posteriores se produjeron diversos encuentros entre los alcaldes de los municipios integrados en el área y cargos de la Junta de Galicia.
A comienzos del año 2016, una vez se alcanzó un principio de acuerdo entre las diferentes administraciones y fuerzas políticas para la puesta en marcha del ente supramunicipal, el alcalde de Vigo trasladó el acuerdo a la Federación Española de Municipios y Provincias (FEMP). La culminación a estas sucesivas reuniones finalizó en verano del año 2016, con la integración el día 6 de julio en el transporte metropolitano del municipio de Vigo y de la empresa Vitrasa (Viguesa de Transportes, S.A.), y posteriormente con la aprobación en el parlamento gallego de la modificación de la ley autonómica 4/2012 el día 12 de ese mismo mes. La firma de la aprobación de la ley tuvo lugar el día 27 de julio en un acto celebrado en las instalaciones del Real Club Náutico de Vigo.

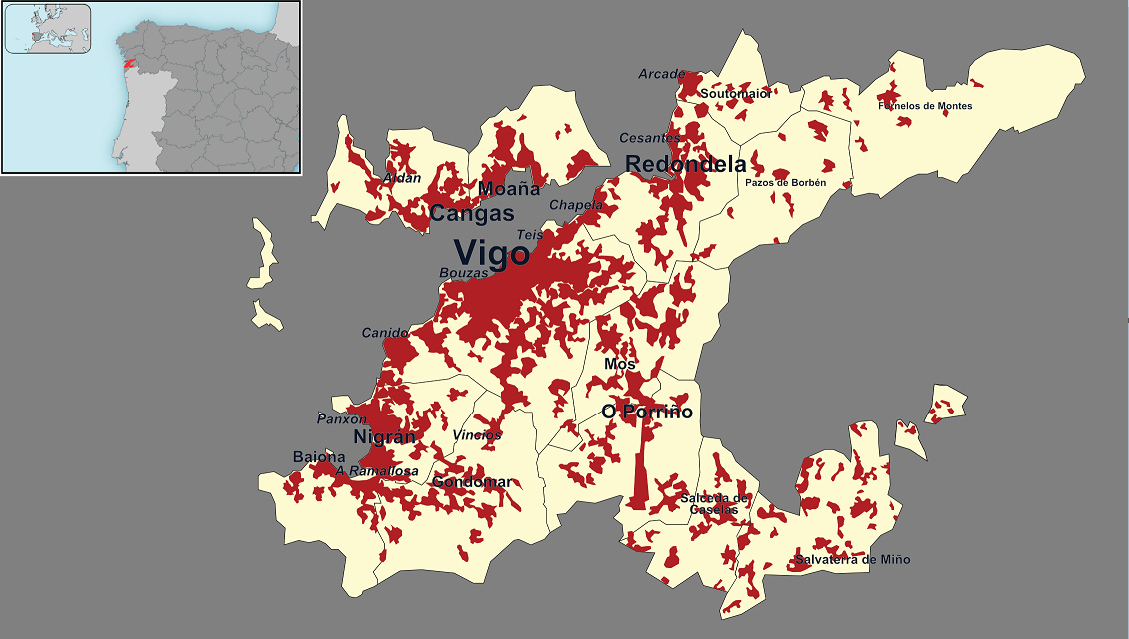
Extensión de los 14 municipios que inicialmente integraron el área metropolitana de Vigo.

Algunas de las mejoras más significadas de la modificación de la ley aprobada en el año 2012, fue la posibilidad de la ampliación de los municipios integrados en el área, a aquellos otros que mostraron su voluntad de sumarse, como por ejemplo: El Rosal, La Cañiza, La Guardia, Nieves, Mondariz, Oya, Puenteareas, Puentecaldelas, Tomiño, Tuy y Vilaboa. El objetivo de futuras integraciones en el área metropolitana es que los diferentes municipios con vinculación histórica a la ciudad de Vigo puedan verse beneficiados de las diferentes ventajas de pertenecer al ente supramunicipal.
Otra de las grandes diferencias de la modificación de la ley, fue la otorgar a la ciudad de Vigo de dotación de servicios públicos de la administración central, autonómica y provincial, similar a los de una capital de provincia. Siendo la primera vez desde la restauración democrática en España, que una ley otorga a la ciudad de Vigo el rango de capital de provincia, compensando de esta manera una justa reclamación histórica de la sociedad viguesa.
En la actualidad en área metropolitana de Vigo, se define como una entidad local supramunicipal, de carácter territorial, integrada por los municipios de Vigo y los de su área de influencia, entre los cuales existe una vinculación económica y social que hace necesaria la planificación conjunta y la coordinación de determinados servicios y obras, para garantizar su prestación integral y adecuada en el ámbito de todo el territorio así como alcanzar la eficacia de las inversiones públicas.

### Judicialización del área metropolitana
En diciembre del año 2016 la Junta de Galicia se negó a inscribir el área metropolitana de Vigo en el registro de entidades municipales, alegando que el municipio de Vigo no estaba integrado en el transporte metropolitano, posteriormente en enero del año 2017 la Junta de Galicia presenta en los tribunales un contencioso-administrativo solicitando la suspensión de los efectos de las actuaciones impugnadas en su escrito, así como los nombramientos, constituciones, acuerdos, decisiones y pronunciamientos en ellas contenidas.
El 5 de abril de 2017 el Juzgado Contencioso Administrativo número 1 de Vigo acuerda la suspensión cautelar del funcionamiento del Área y de todos los órganos hasta que se decrete una sentencia en firme sobre las reclamaciones solicitadas por la administración gallega sobre el convenio del transporte.
En una sentencia del 11 de octubre de 2018, el alto tribunal gallego rechaza los recursos de apelación interpuestos por los ayuntamientos de Vigo, Porriño, Moaña, Nigrán, Salceda de Caselas, Cangas y Gondomar, contra la suspensión cautelar decretada por un juzgado de Vigo en abril de 2017 y solicitada por la Xunta, mientras se dirime si la constitución de este órgano supramunicipal fue ajustada a derecho.

## Municipios integrantes
El área metropolitana de Vigo se constituyó inicialmente con los siguientes municipios integrados: Bayona, Cangas, Fornelos de Montes, Gondomar, Moaña, Mos, Nigrán, Pazos de Borbén, Porriño, Redondela, Salceda de Caselas, Salvatierra de Miño, Sotomayor y Vigo.

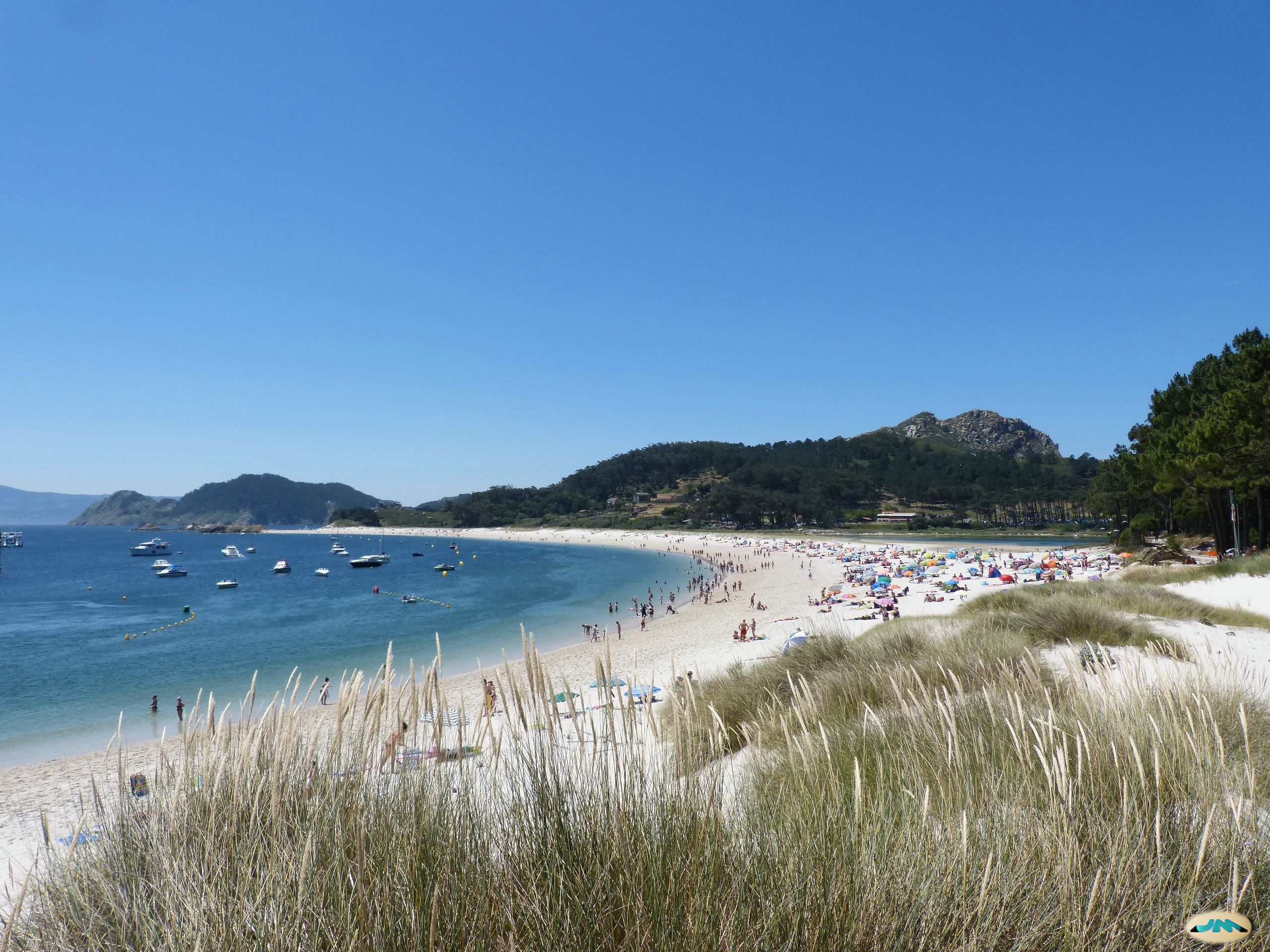
Playa de Rodas en las Islas Cíes, Vigo.

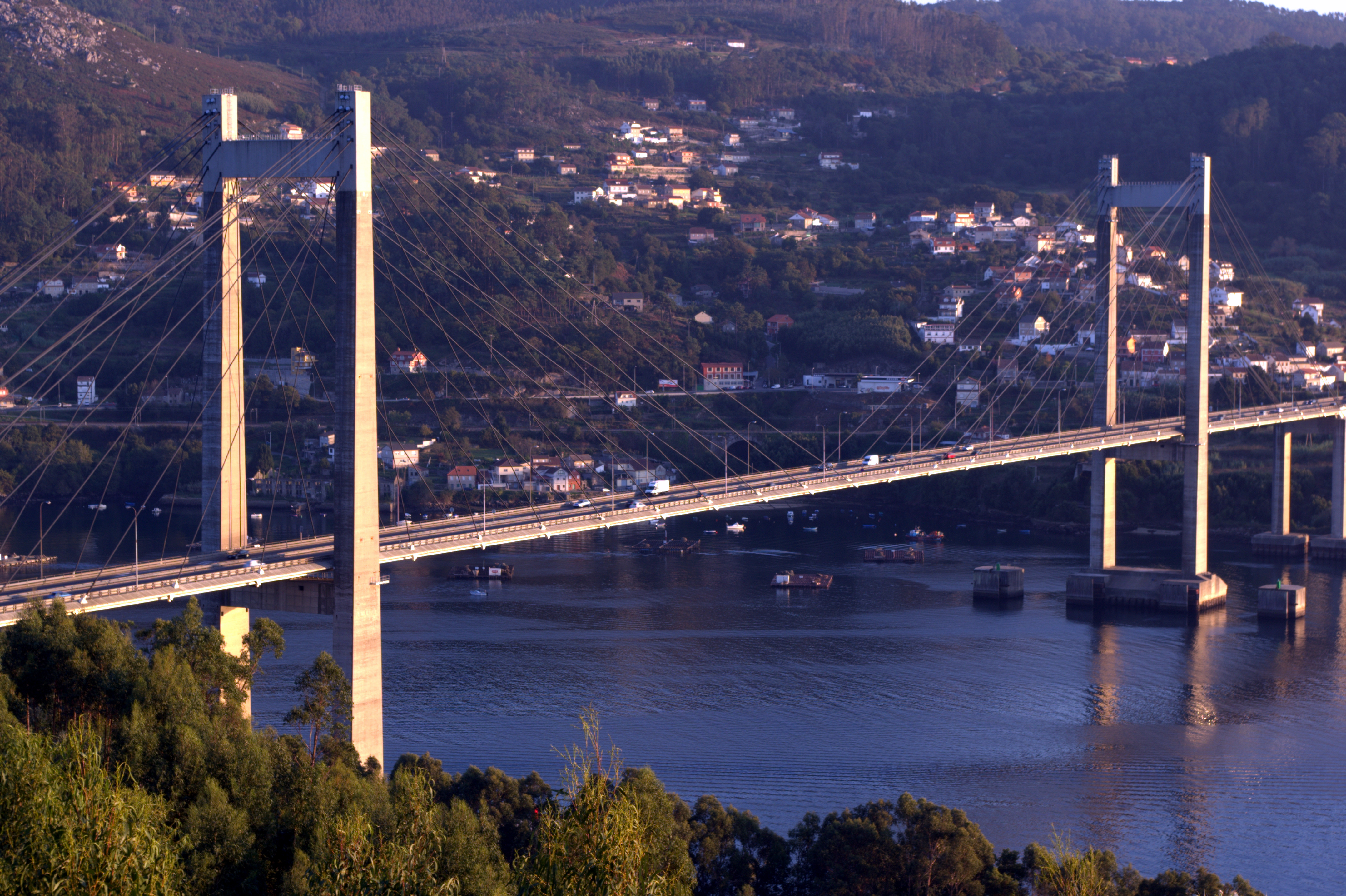
El Puente de Rande une los municipios de Redondela y Moaña.

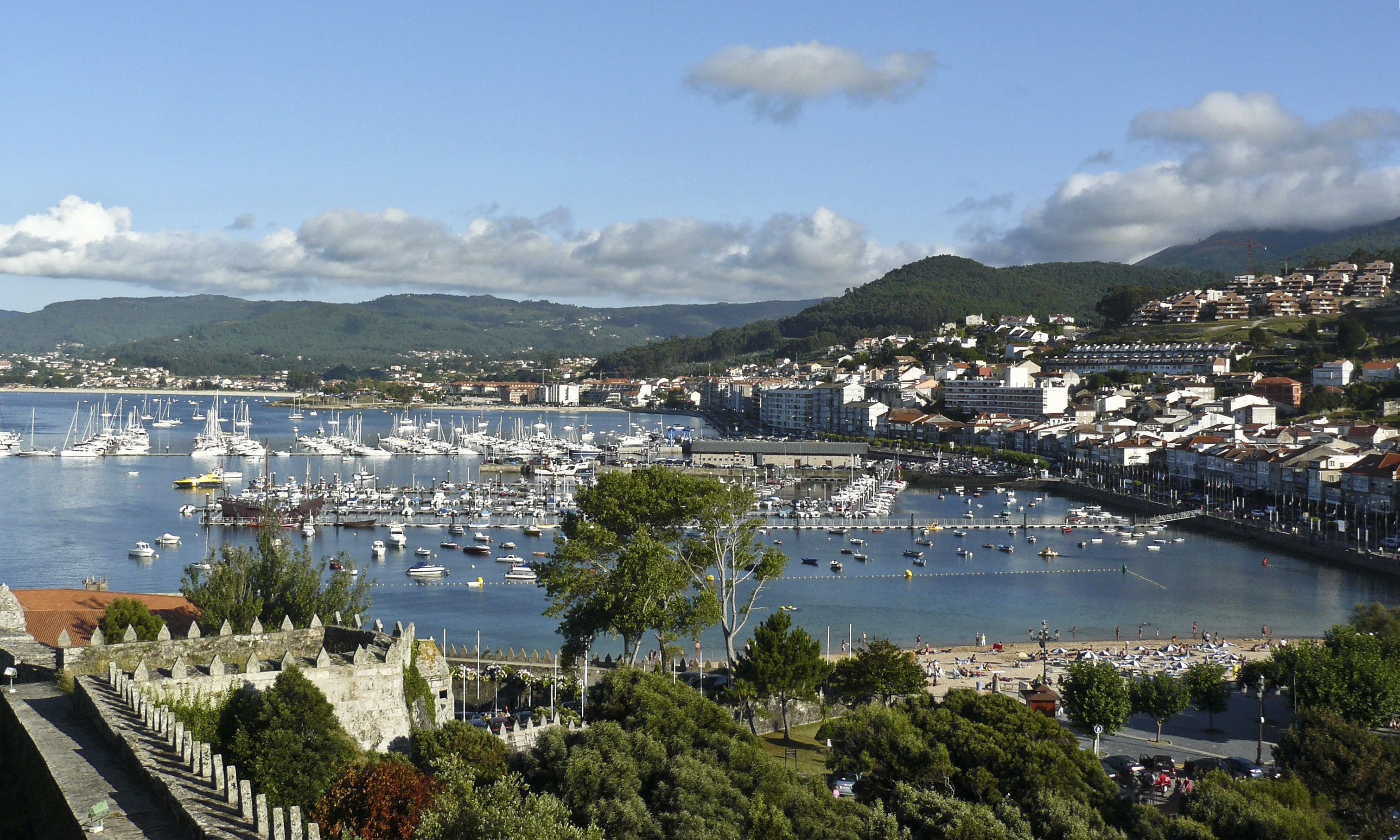
Fachada marítima de Bayona.

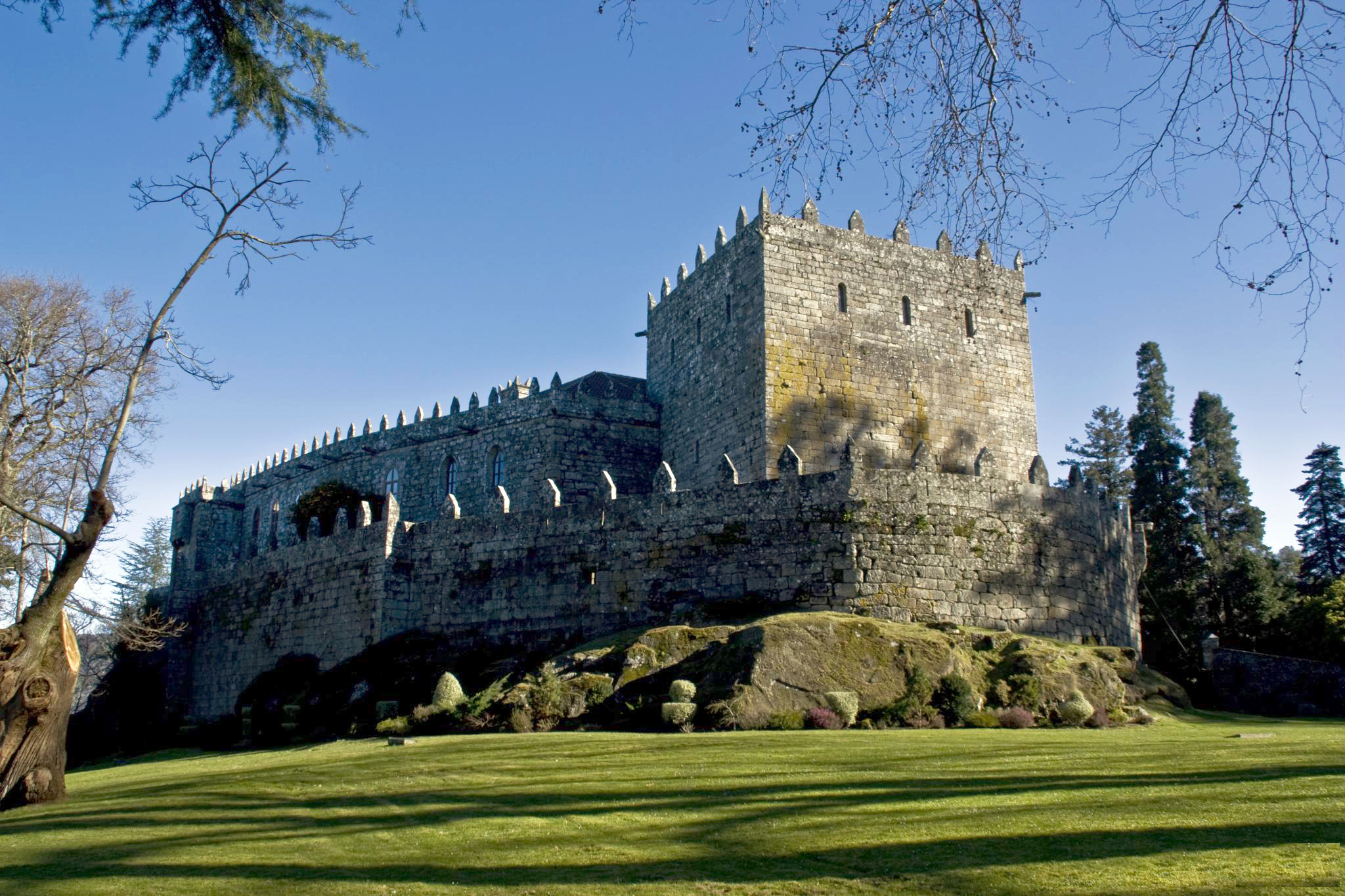
Castillo de Sotomayor.

|                     | Municipio           | Comarca | Población (2021) | Superficie km² | Densidad hab./km² (2021) |
| ------------------- | ------------------- | ------- | ---------------- | -------------- | ------------------------ |
| Vigo                | Vigo                | Vigo    | 293 837          | 109,10         | 2693,28                  |
| Redondela           | Redondela           | Vigo    | 29 192           | 51,90          | 562,47                   |
| Cangas              | Cangas              | Morrazo | 26 708           | 38,10          | 701                      |
| Porriño             | Porriño             | Vigo    | 20 212           | 61,20          | 330,26                   |
| Moaña               | Moaña               | Morrazo | 19 496           | 31,50          | 618,92                   |
| Nigrán              | Nigrán              | Vigo    | 18 005           | 34,90          | 515,9                    |
| Mos                 | Mos                 | Vigo    | 15 190           | 52,00          | 292,12                   |
| Gondomar            | Gondomar            | Vigo    | 14 920           | 74,50          | 200,27                   |
| Bayona              | Bayona              | Vigo    | 12 286           | 35,35          | 347,55                   |
| Salvatierra de Miño | Salvatierra de Miño | Condado | 10 048           | 62,00          | 162,06                   |
| Salceda de Caselas  | Salceda de Caselas  | Vigo    | 9 249            | 35,90          | 257,63                   |
| Sotomayor           | Sotomayor           | Vigo    | 7 482            | 24,97          | 299,64                   |
| Pazos de Borbén     | Pazos de Borbén     | Vigo    | 2 975            | 50,00          | 59,50                    |
| Fornelos de Montes  | Fornelos de Montes  | Vigo    | 1 594            | 83,10          | 19,18                    |
|                     | Total               |         | 481 194          | 744,52         | 646,31                   |

## Competencias del área
El área metropolitana de Vigo (AMV) cuenta con diversas competencias en la ciudad de Vigo y en el resto de municipios que forman parte del área, las cuales son: promoción económica, empleo y servicios sociales, turismo y promoción cultural, movilidad y transporte público metropolitano, medioambiente, aguas y gestión de residuos, prevención y extinción de incendios, protección civil y salvamento, ordenación territorial, cooperación urbanística y coordinación de las tecnologías de la información. La mayoría de estas competencias pertenecían anteriormente a la Diputación de Pontevedra.

## Gobierno metropolitano

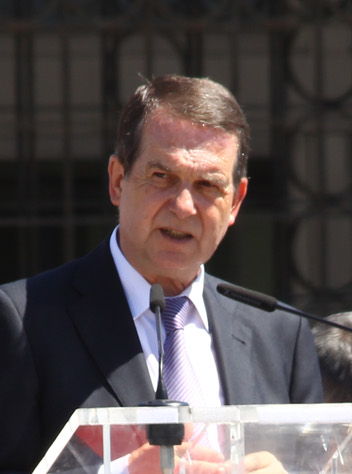
Abel Caballero fue elegido primer presidente del Área metropolitana en el año 2016.

La presidencia y la junta de gobierno metropolitana se escoge cada cuatro años en una votación de los alcaldes de los municipios que forman parte del organismo mediante un sistema de voto ponderado, en función del número de representantes de los distintos ayuntamientos y con un mecanismo de corrección para hacerlo más equilibrado. 
La junta de gobierno metropolitana además de elegir al presidente del área, también tiene entre sus funciones la elección de los cuatro vicepresidentes, los cuales son nombrados en función de la representación de los diferentes grupos políticos que forman parte del gobierno metropolitano, equilibrio territorial e igualdad de género. Independientemente del presidente y de los vicepresidentes, la asamblea metropolitana se completa con 54 representantes distribuidos por ayuntamiento, según su peso demográfico.
Una vez constituida, la asamblea tiene entre sus competencias la fiscalización y el control de los diversos órganos de gobierno, aprobación de ordenanzas o presupuestos, etc. Los diferentes acuerdos adoptados por la junta metropolitana deben de contar por lo menos con un 50% de los votos de la junta y tener un apoyo mínimo de cuatro municipios.

### Junta de Gobierno
Actualmente la junta de gobierno metropolitana está formada por Abel Caballero (alcalde de Vigo) como presidente, Xosé Manuel Pazos Varela (alcalde de Cangas de Morrazo) como vicepresidente primero, Leticia Santos Paz (alcaldesa de Moaña) como vicepresidenta segunda y Eva García de la Torre (alcaldesa de Porriño) como vicepresidenta tercera.

### Presidentes del área metropolitana de Vigo
| Lista de presidentes del Área metropolitana de Vigo |            |
| Nombre                                              | Periodo    |
| Abel Caballero Álvarez                              | desde 2016 |

## Financiación del área
Una vez fueron asumidas por el área metropolitana diversas competencias procedentes de otras administraciones (ayuntamientos, Junta de Galicia o la diputación), también fueron transferidas con su correspondiente financiación. Además los ayuntamientos que forman parte del área, deben de pagar una cuota per cápita necesaria para la financiación de la estructura del ente supramunicipal.

## Comunicaciones

### Aeropuerto
El aeropuerto de Vigo se encuentra a 9 kilómetros del centro de la ciudad de Vigo, en terrenos de los municipios de Vigo, Redondela y Mos. Cuenta con líneas regulares a las principales ciudades españolas, como Madrid, Barcelona, Bilbao, Valencia o Sevilla y también a diversos destinos europeos, como Londres, Dublín o París.

### Puerto
La principal infraestructura marítima del área metropolitana es el Puerto de Vigo. La principal actividad del puerto es el tráfico de mercancías. Los mayores tráficos corresponden a mercancías generales, destacando el movimiento en contenedores, tráfico Ro-Ro de vehículos (primero de España en tráfico de vehículos nuevos), piedra natural y granito (primero de España en tráfico de granito), madera, productos pesqueros o conservas.

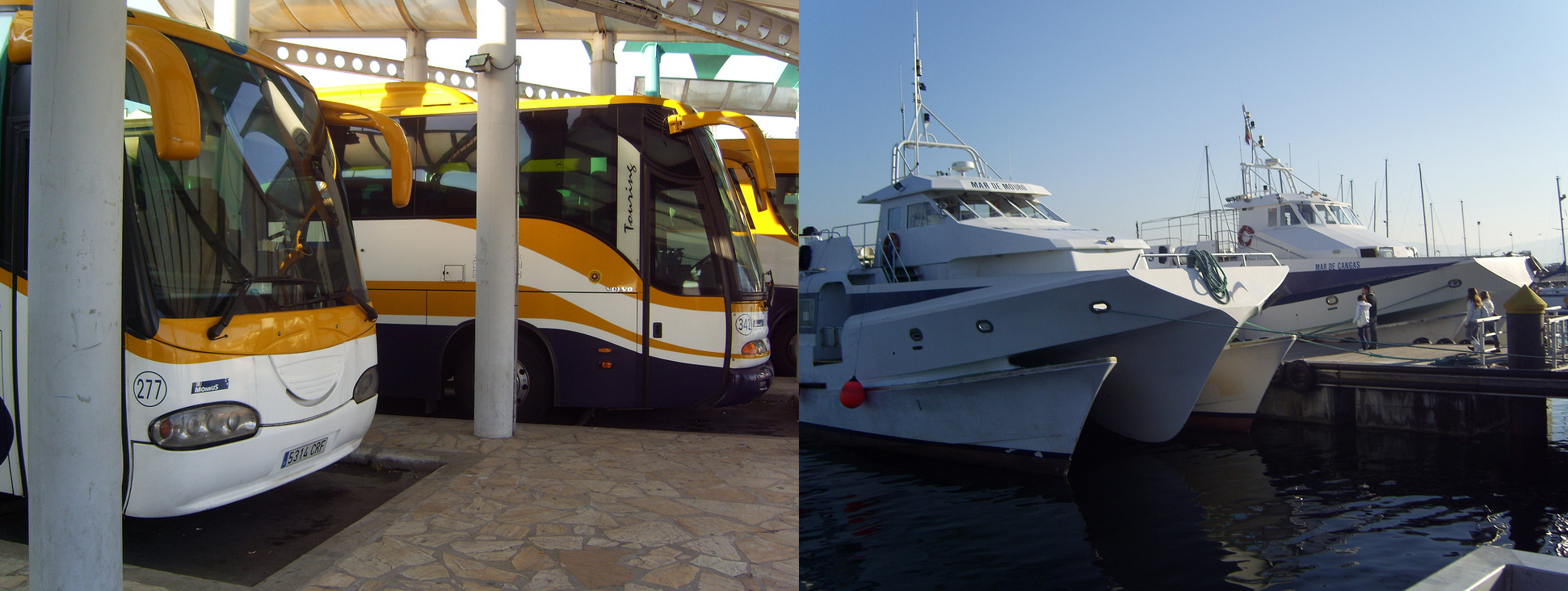
Estación de autobuses y terminal marítima en Cangas.

Actualmente tres navieras están integradas en el transporte metropolitano ofreciendo servicios regulares de transporte marítimo entre el municipio de Vigo y las localidades de Cangas y Moaña. Las empresas Mar de Ons y Naviera RG se complementan en la ruta que une Vigo con Cangas y Naviera Nabia une Vigo con Moaña.
En la época estival las navieras amplían su oferta con viajes turísticos a las Islas Cíes (Vigo), Isla de Ons (Bueu) y a la Isla de San Simón (Redondela). Vigo es además puerto de embarque o de escala habitual de numerosos cruceros turísticos internacionales, si bien no suponen un medio de transporte de llegada a la ciudad, dada la naturaleza turística de esas escalas.

### Red ferroviaria
En la ciudad de Vigo existen dos estaciones de ferrocarril, la estación de Vigo-Urzáiz, desde donde se ofrecen servicios de alta velocidad ferroviaria pertenecientes al eje atlántico a Pontevedra, Santiago de Compostela y La Coruña. Aparte de la estación de Vigo, estación de Redondela también ofrece a sus usuarios servicios pertenecientes al eje atlántico de alta velocidad.
Y la estación de Vigo-Guixar que ofrece servicios de larga distancia a Madrid, el Levante, el País Vasco y Cataluña, también ofrece servicios de media distancia a las principales ciudades gallegas (a excepción de Lugo) y la línea internacional que conecta Vigo con la ciudad portuguesa de Oporto vía Tuy. Las otras estaciones de municipios pertenecientes al área que también ofrecen servicios de media y larga distancia, son la estación de Redondela, la estación de Porriño y la estación de Arcade en Sotomayor.

## Galería de imágenes

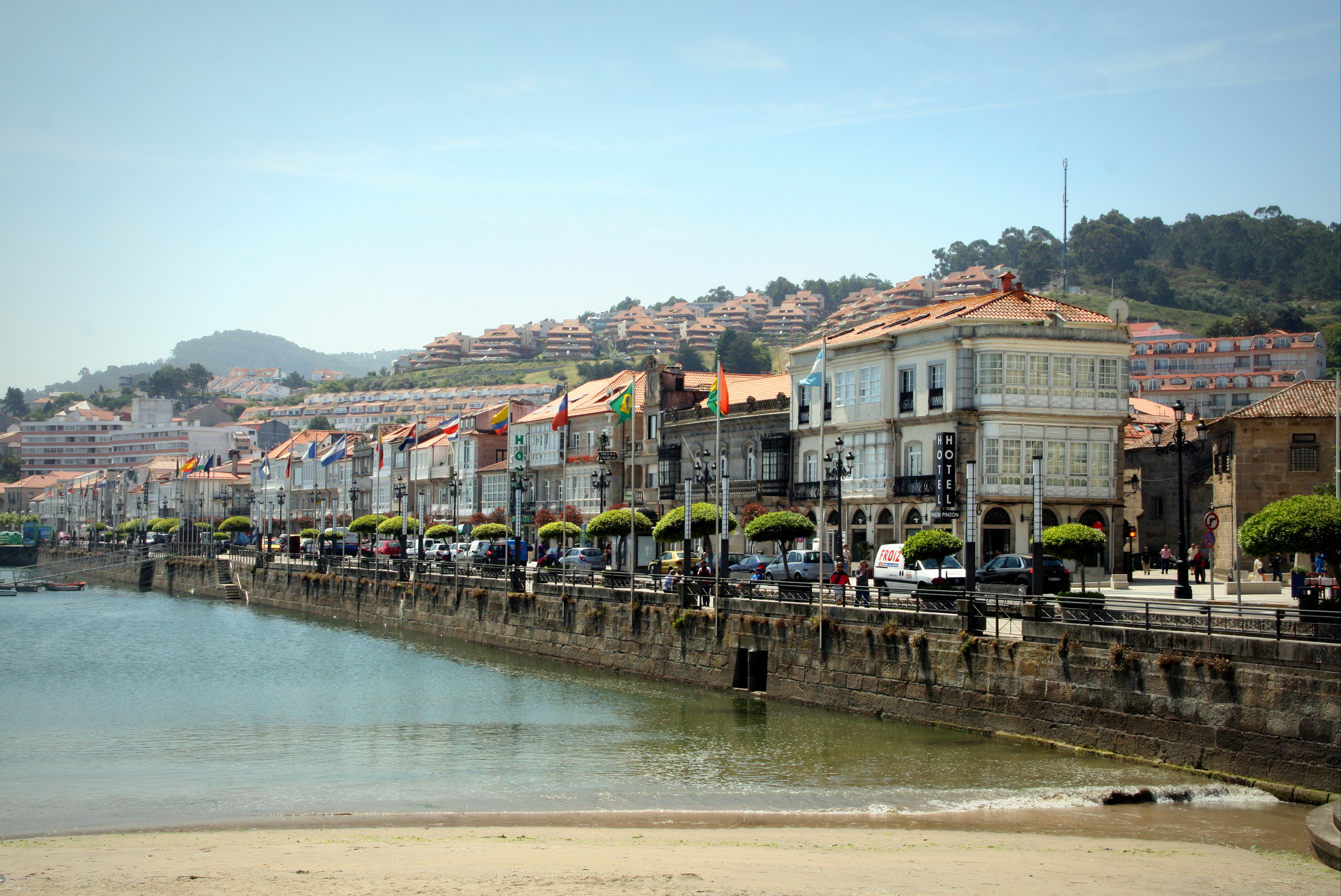
Bayona
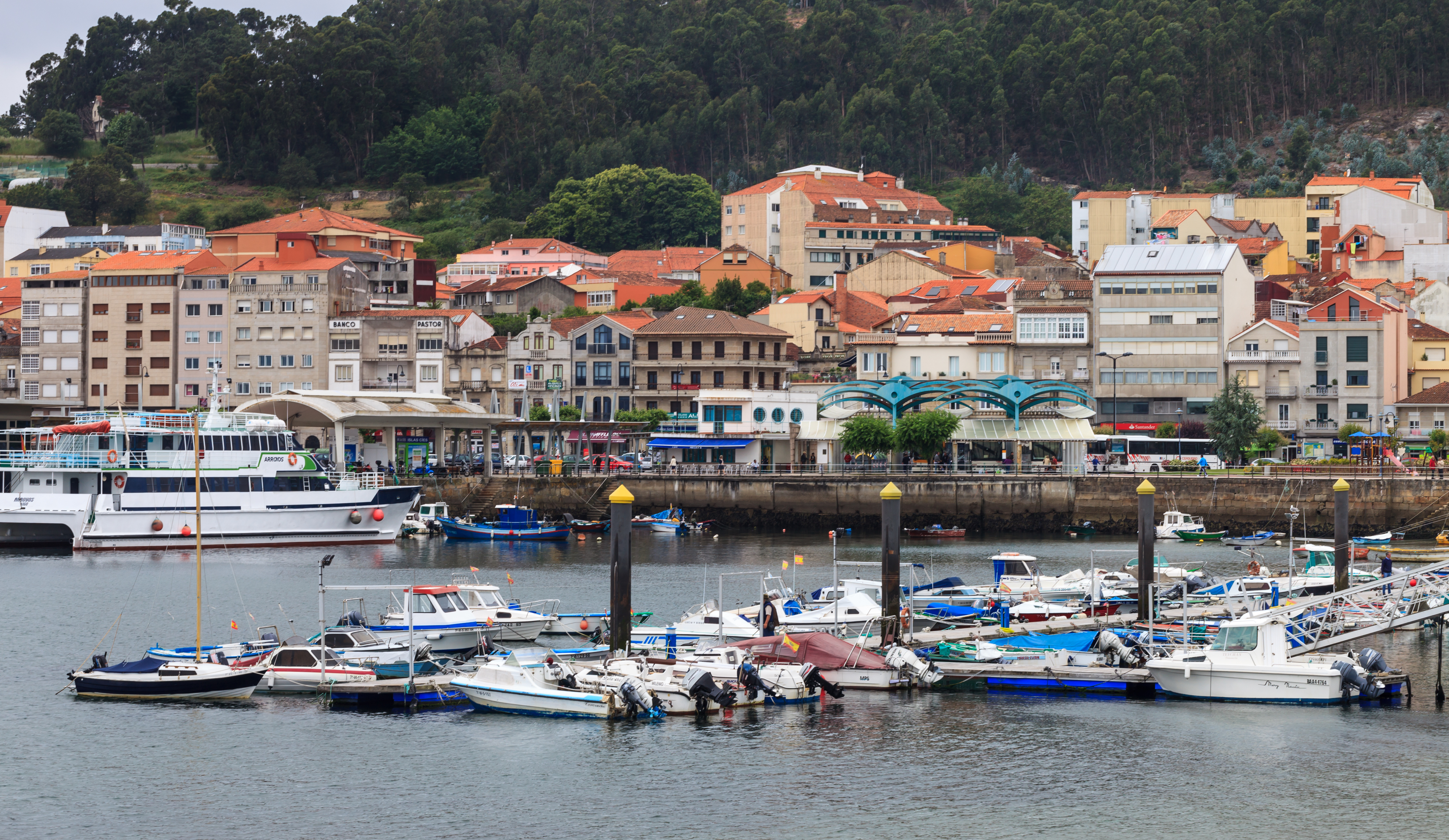
Cangas
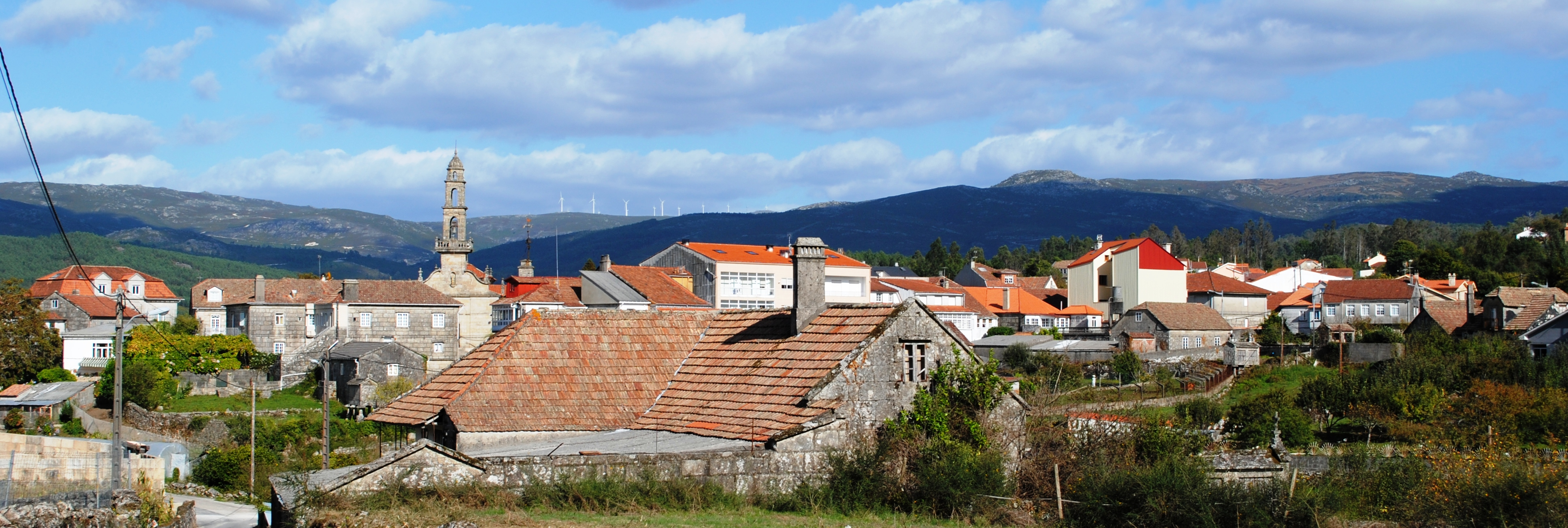
Fornelos de Montes
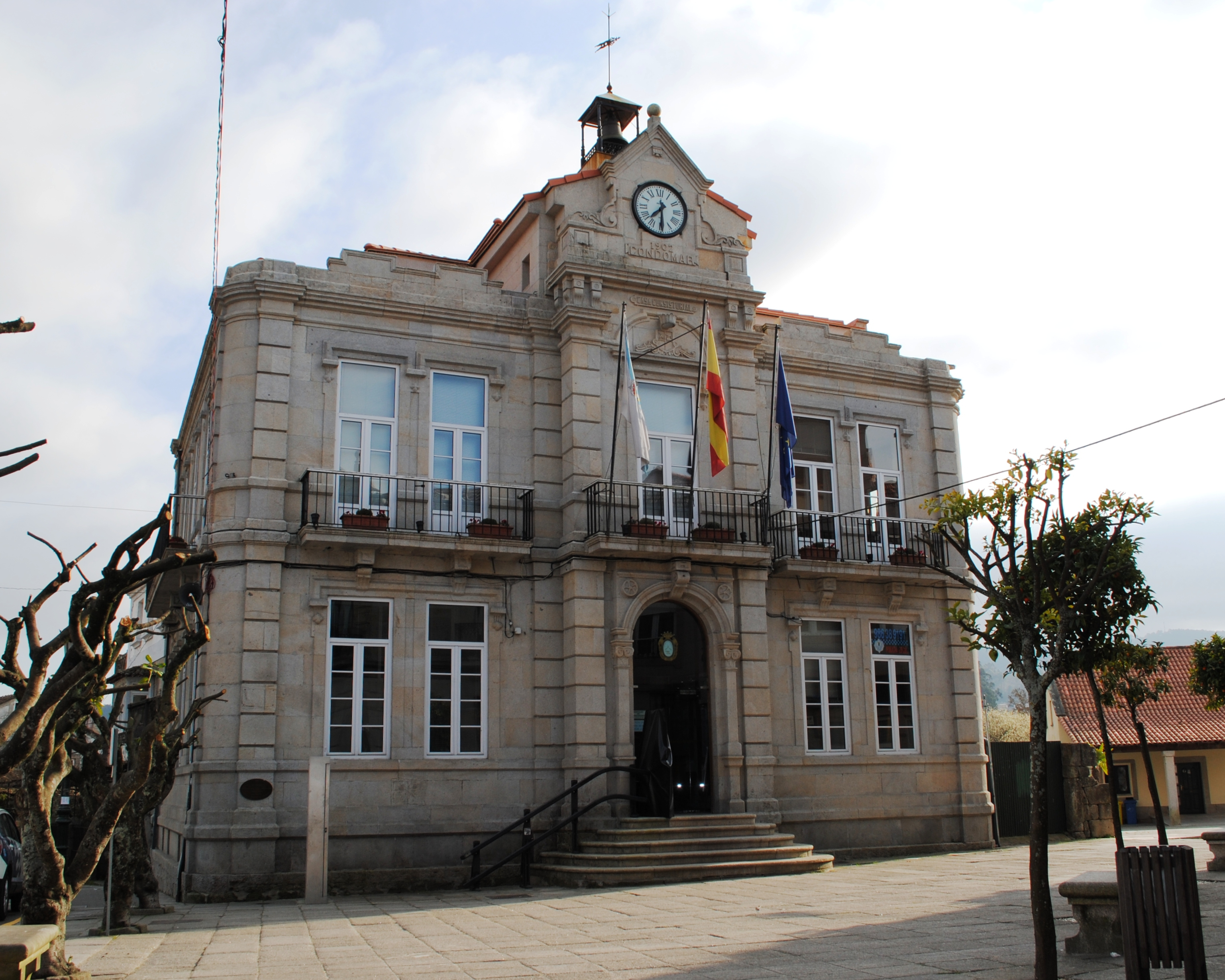
Gondomar
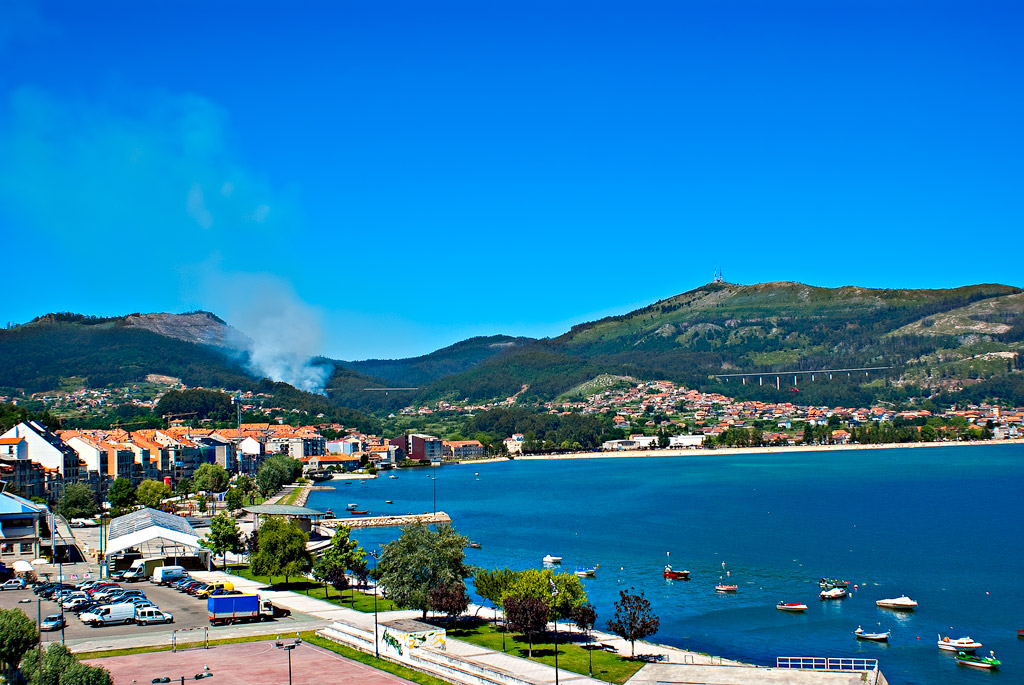
Moaña
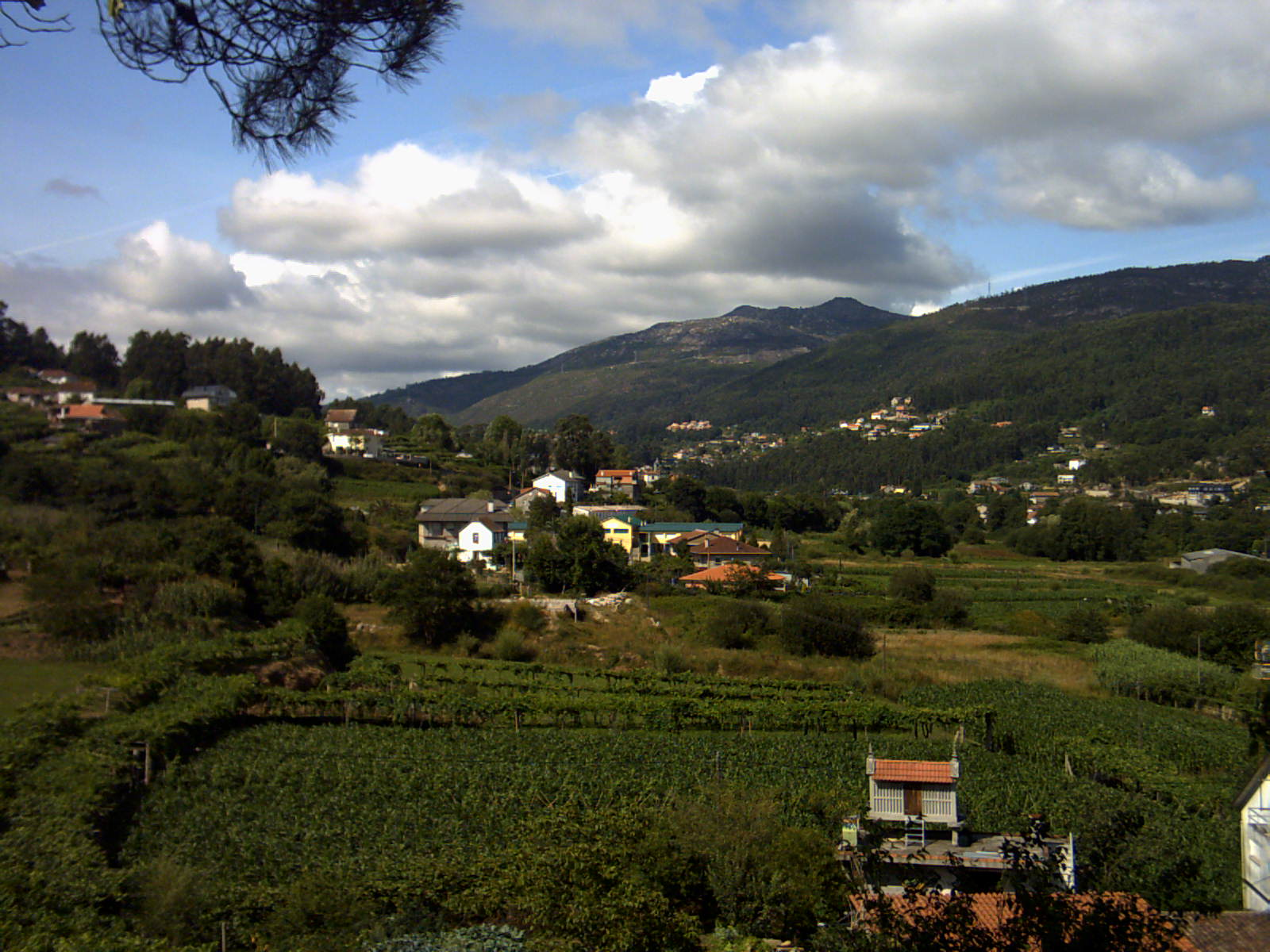
Mos
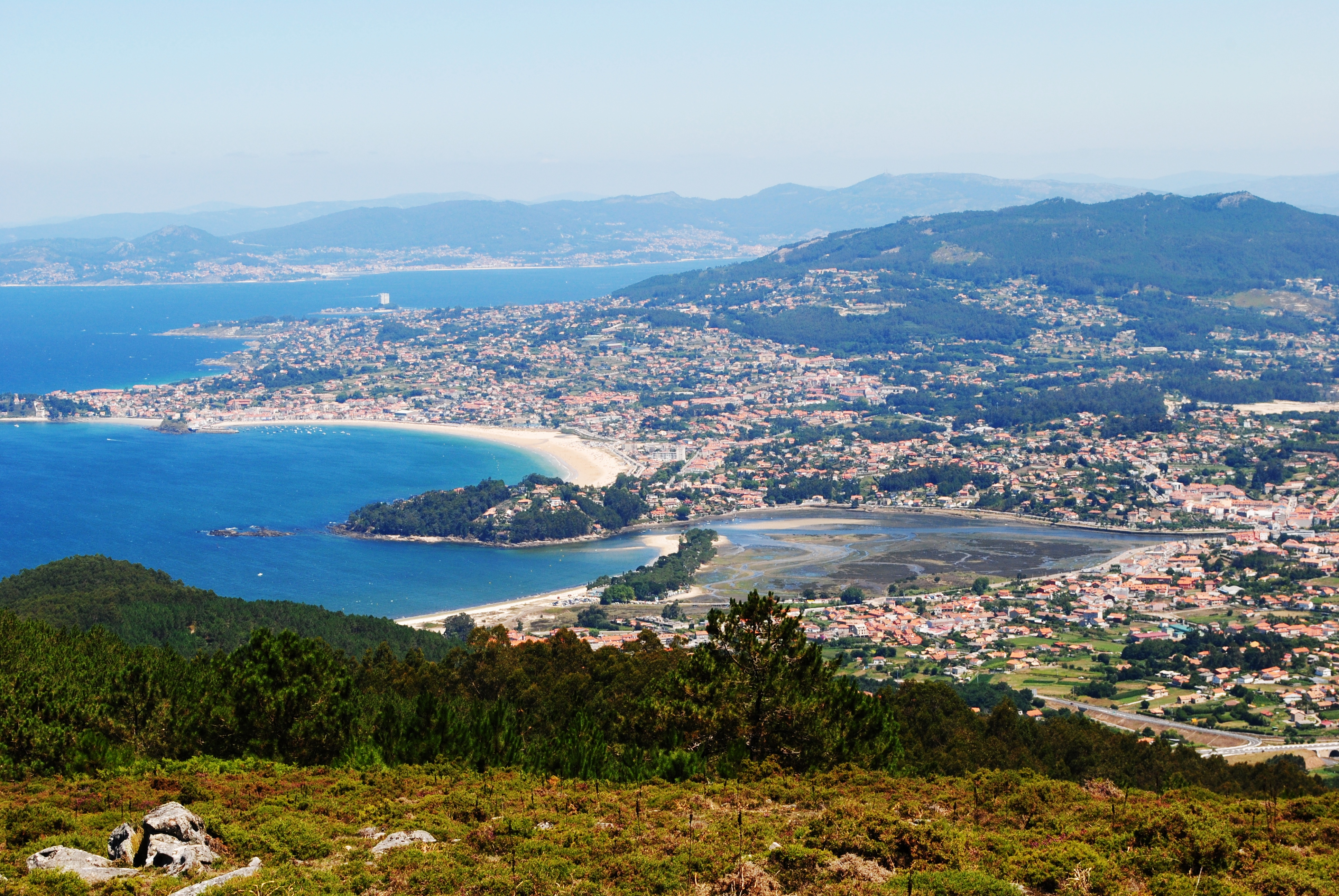
Nigrán
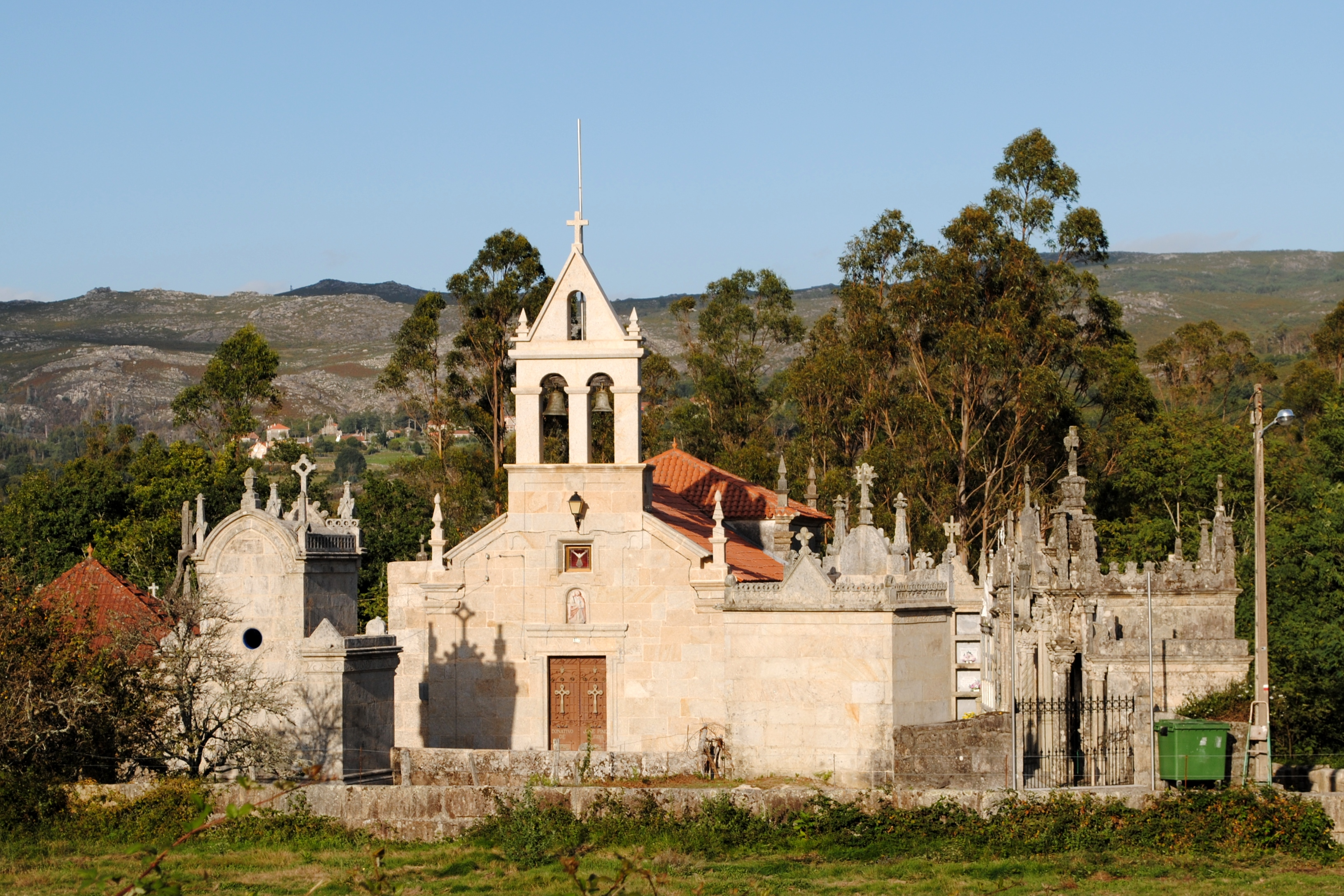
Pazos de Borbén
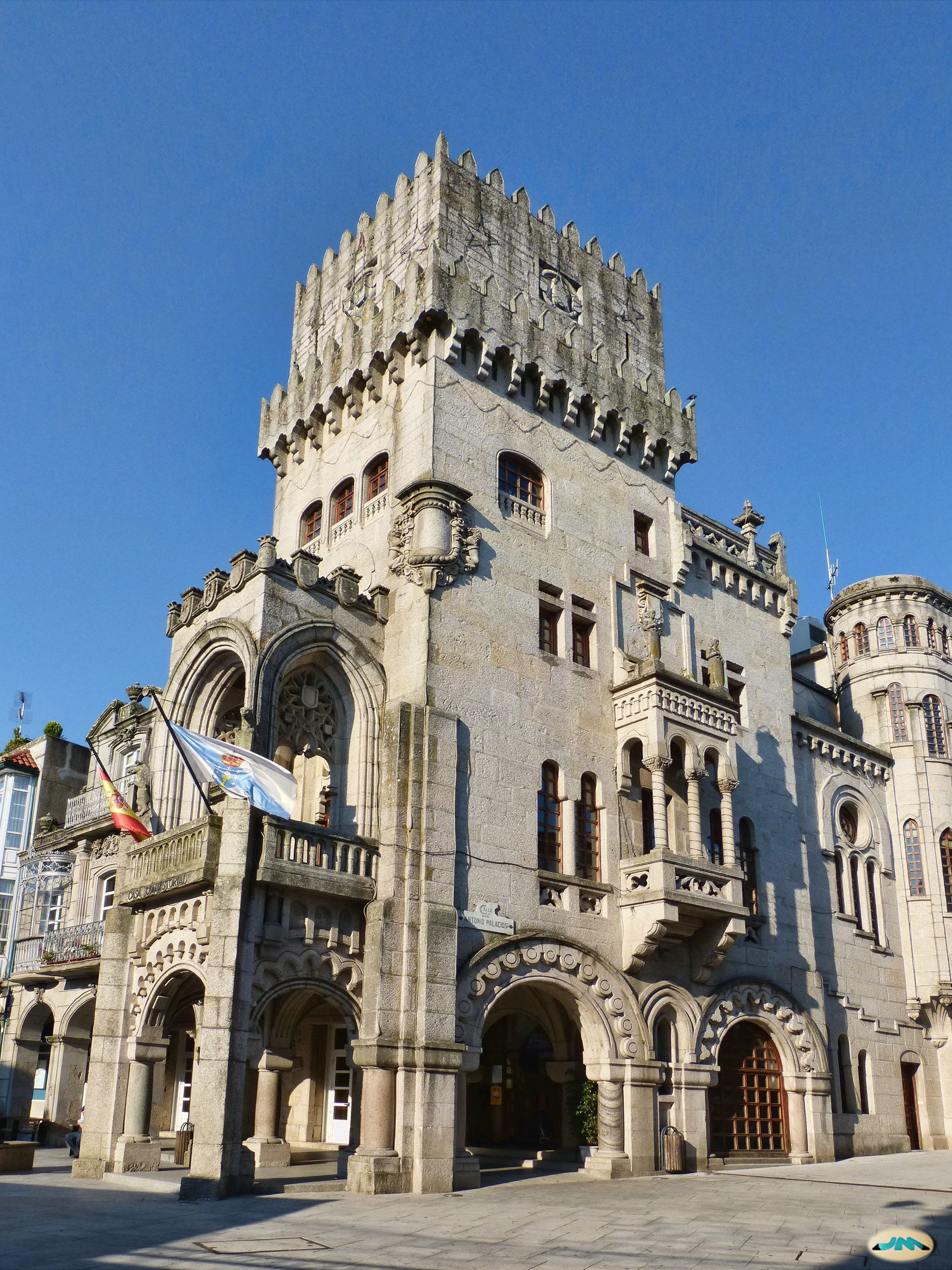
Porriño
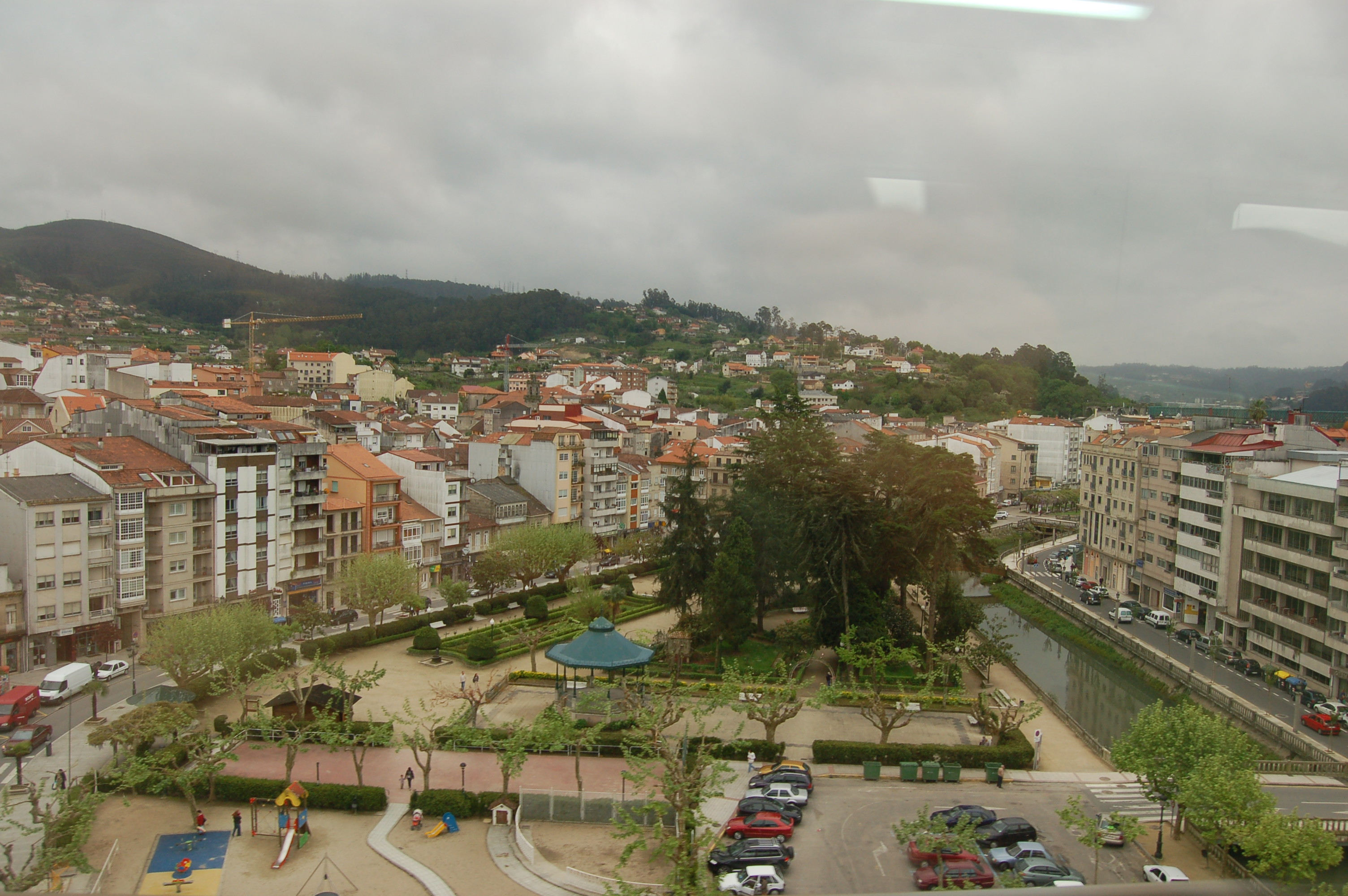
Redondela
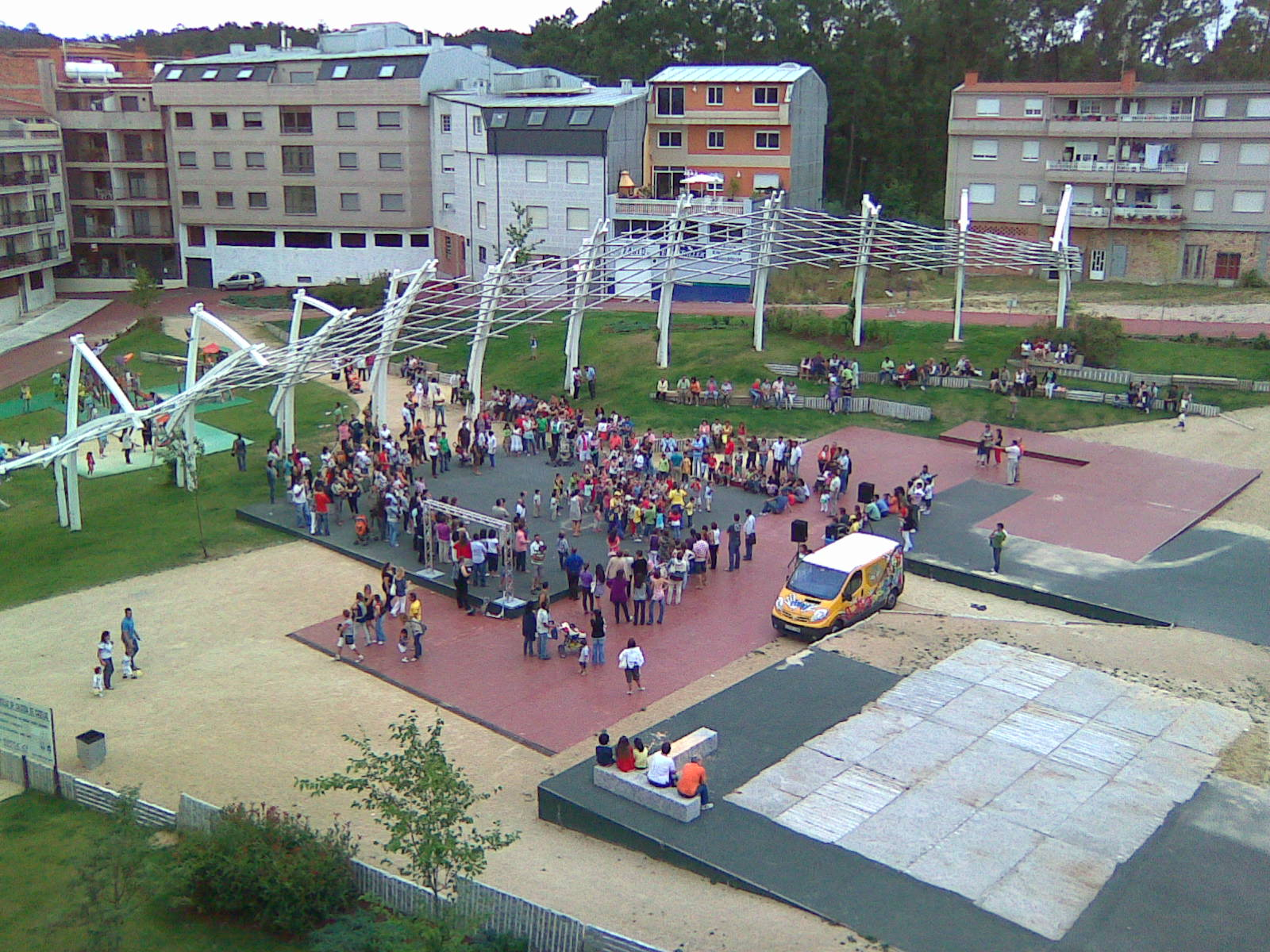
Salceda de Caselas
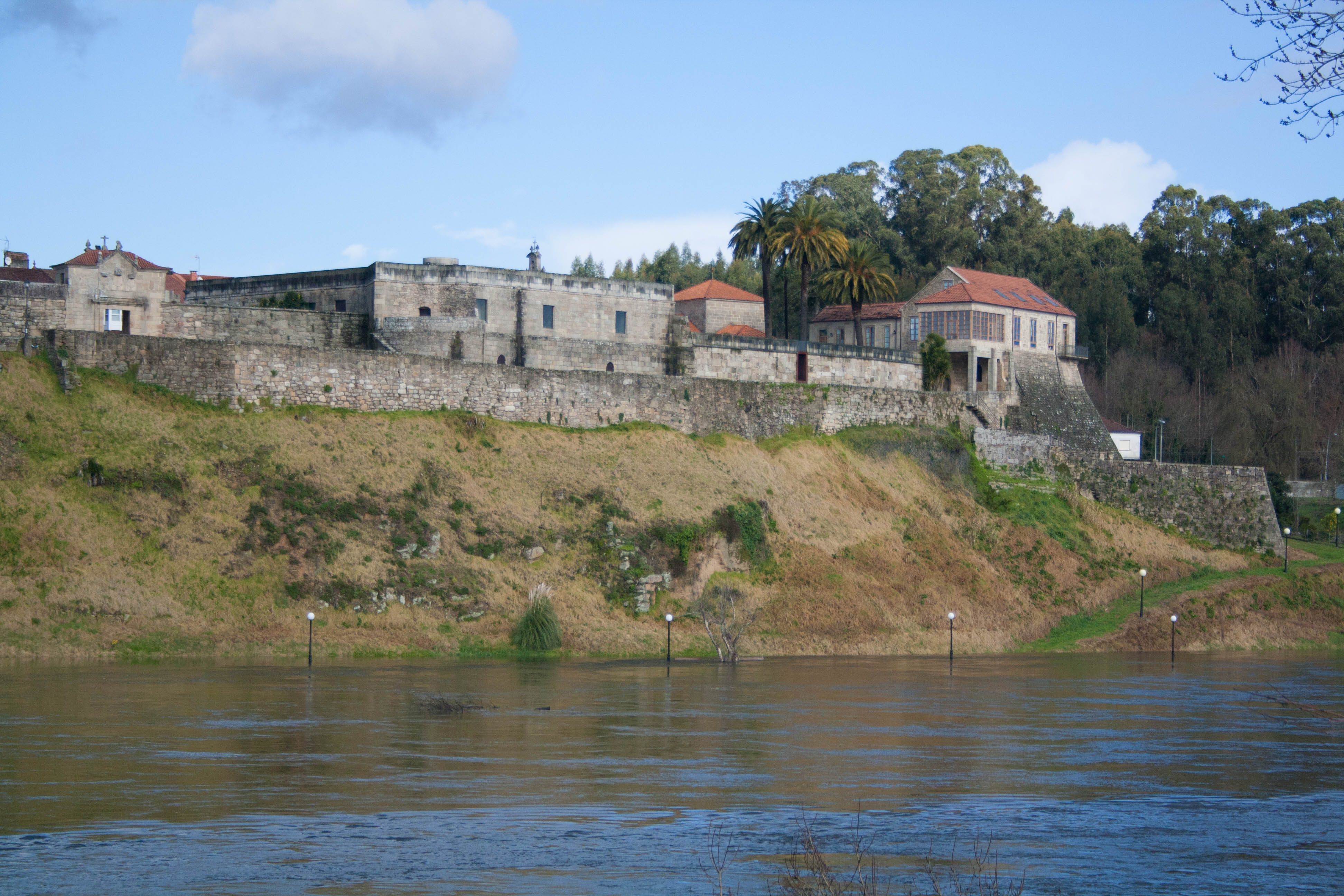
Salvatierra de Miño
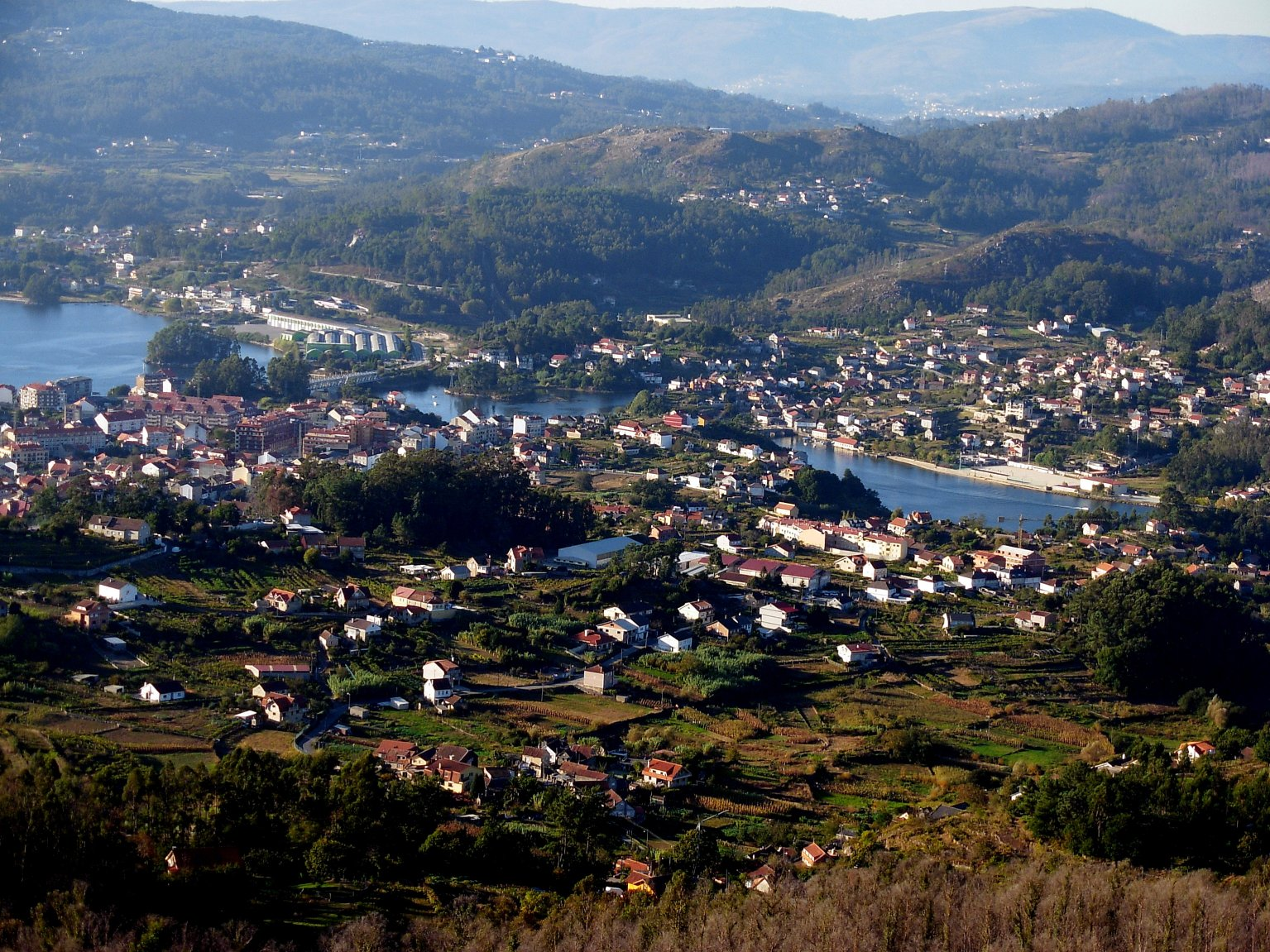
Sotomayor
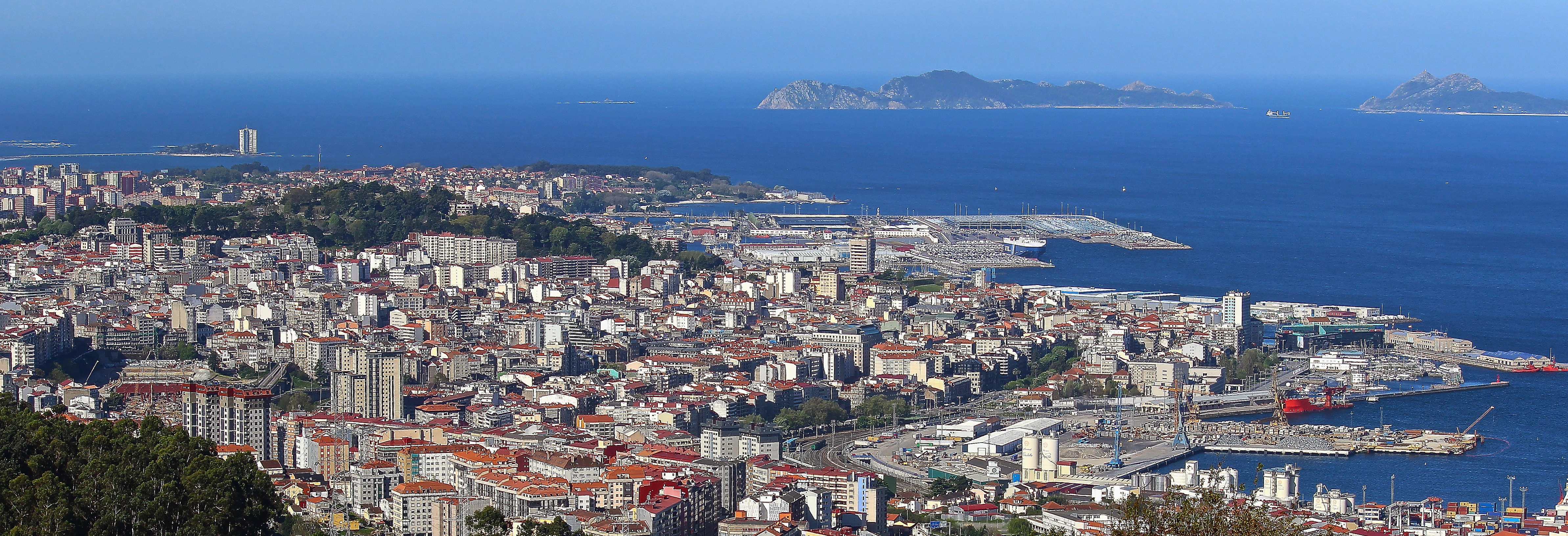
Vigo